# Saison 2009 des Dragons catalans
Vous lisez un « bon article » labellisé en 2009.
En 2009, les Dragons catalans, unique franchise française de rugby à XIII en Super League, disputent leur quatrième saison dans cette ligue. À l'occasion de cette saison, l'entraîneur australien Kevin Walters succède à son compatriote Michael Potter, parti rejoindre St Helens RLFC. Le club bat son record d'affluence à domicile lors de la réception des Warrington Wolves au stade olympique de Montjuic avec 18 150 spectateurs, le 20 juin 2009.
En Challenge Cup, les Dragons sont éliminés en huitième de finale par St Helens RLFC (8-42) après avoir éliminé les Bradford Bulls en seizième de finale (40-38). En Super League, les Dragons catalans parviennent à décrocher la huitième place en saison régulière lui permettant de prendre part aux phases finales. Lors de ces dernières, ils battent à l'extérieur les Wakefield Trinity Wildcats et les Huddersfield Giants avant de perdre en demi-finale contre les Leeds Rhinos. C'est la première fois de leur histoire que les Dragons atteignent l'ultime match qualificatif pour une finale de Super League.

## Contexte de la saison

### Pré-saison
| Dragons Catalans |

Après une première qualification dans son histoire en série éliminatoire en 2008, les Dragons catalans changent d'entraîneur, Kevin Walters (ancien adjoint de Wayne Bennett aux Brisbane Broncos) prend la place de Mick Potter (élu entraîneur de l'année en Super League en 2008) parti au St Helens RFC. La franchise catalane est reconduite pour les trois prochaines saisons en Super League. Avant le début de la saison, une délégation du club est accueillie au ministère de la Santé, de la Jeunesse et des Sports par Roselyne Bachelot en tant que porte-drapeau du rugby à XIII français. Le club, sponsorisé par l'équipementier américain Nike depuis le début de la saison, compte sur plus de 5 000 abonnés au stade Gilbert-Brutus et un budget de 6 millions d'euros. L'ambition est affichée par le président du club, Bernard Guasch, qui vise une nouvelle qualification pour les phases finales.
En ce qui concerne les modifications de l'effectif, Steven Bell (Manly Sea Eagles), Shane Perry (Brisbane Broncos), Jason Ryles (St. George Illawarra Dragons) et Frédéric Vaccari (Toulouse Olympique XIII) rejoignent le club tandis que John Wilson (retour en Australie), Aaron Gorrell (Brisbane Broncos), Mathieu Griffi (Toulouse olympique XIII), Alex Chan (retraite), Younes Khattabi (Carpentras XIII) et Justin Murphy (Union Treiziste Catalane) partent. Dans leur préparation pré-saison, les internationaux ayant pris part à la dernière Coupe du monde 2008 ont repris le chemin de l'entraînement trois semaines après les autres. Le préparateur physique, Andrew McFadden, quitte également le club.
Dans les matchs de préparation, les Dragons ont remporté un match contre une sélection appelée le "XIII du Président" (une sélection des meilleurs joueurs évoluant en France) sur le score de 48-24. Auparavant, une rencontre contre le Toulouse olympique XIII qui vient d'intégrer le second échelon de la Super League, à savoir The Championship, est annulée à cause de tempête et d'interdiction préfectorale.

### Saison régulière et Challenge Cup

#### Début de saison raté
Une semaine avant que la saison débute, les Dragons enregistrent l'absence pour six à huit mois de Sébastien Raguin, opéré d'un arrachement des ligaments croisés du genou, dont la blessure s'est déroulée lors du seul match de préparation contre le « XIII du Président ». Lors de la rencontre inaugurale de la saison 2009, les Dragons accueillent les Huddersfield Giants au stade Gilbert-Brutus, le 14 février 2009, mais ce sont ces derniers qui s'imposent sur le score de 30-8. Au cours de ce match le pilier Jason Ryles est victime d'un geste dangereux qui l'envoie consulter un neurochirurgien en raison d'un nerf de l'épaule l'empêchant de faire tout mouvement. Lors de leur second match, les Dragons s'imposent sur le terrain des Warrington Wolves (40-20) et signent leur première victoire de la saison, cependant les Dragons perdent Dane Carlaw pour une durée de six semaines en raison d'un traumatisme au genou et Jamal Fakir est suspendu un match à cause d'un plaquage haut. Lors de la troisième rencontre, les Dragons perdent une seconde fois contre Hull FC sur le score de 28-12.

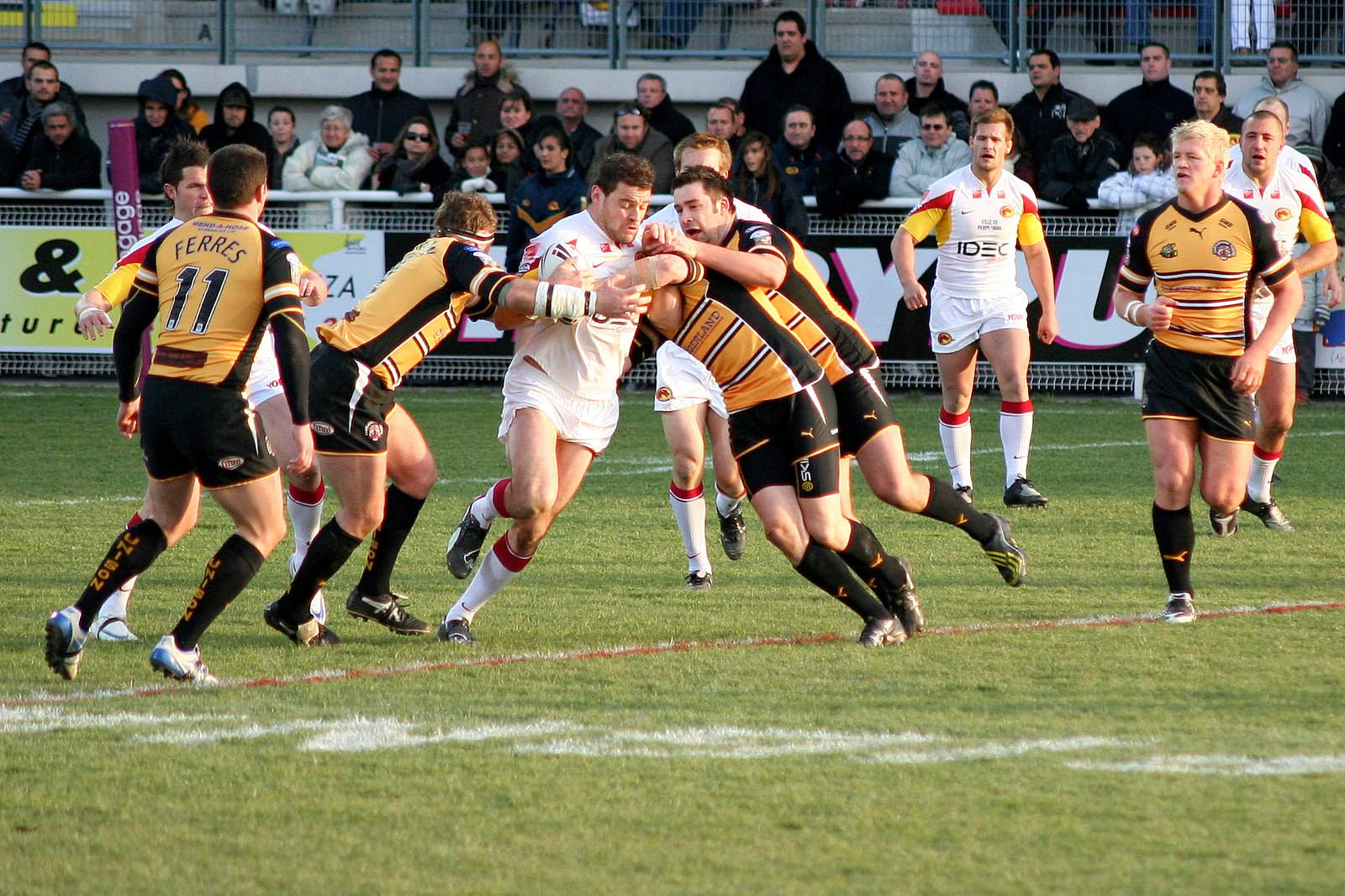
David Ferriol stoppé par les joueurs de Castleford (mars 2009).

Fin février, les Dragons Catalans prennent contact avec l'un des meilleurs treizistes australiens de la National Rugby League, Greg Bird, licencié aux Cronulla Sharks. Ce dernier avait pourtant signé en début de saison aux Bradford Bulls. Mais son visa a été refusé par le Ministère des Affaires étrangères britanniques. En effet, Bird doit comparaître devant un tribunal australien pour répondre de violences conjugales sur sa fiancée, alors que sa franchise, les Cronulla Sharks, l'a suspendu à titre conservatoire. Les Dragons peuvent bénéficier d'un joker médical en raison des blessures de Raguin et de Ryles. Il signe au club le 3 mars 2009 pour une durée de neuf mois. Blessé en début de saison, Jason Ryles refait son retour dans le groupe avant le match contre les Bradford Bulls, Greg Bird, quant à lui, hérite, dès son troisième match, du brassard de capitaine.
Bird fait ses débuts contre les Castleford Tigers début mars, ces derniers s'imposent à Perpignan 24-22. Les Dragons enregistrent leur troisième défaite en quatre matchs et se trouvent dans les dernières places du classement. Lors du sixième match de la saison contre les Wakefield Trinity Wildcats, Jason Croker est forfait à cause d'un problème à l'aine, c'est une cinquième défaite qui attend les Dragons sur le score de 30-10. Face aux Bradford Bulls, le troisième match à domicile de la saison se conclut par une nouvelle défaite des Dragons (24-30), soit la cinquième défaite dont trois à domicile en six matches. Cette défaite plonge dans le doute le club dont le début de saison n'est pas à la hauteur des ambitions nées d'une troisième place lors de la saison régulière 2008. Le septième match est un déplacement chez les tenants du titre, les Leeds Rhinos, Dane Carlaw et Jason Croker effectuent leur retour dans le groupe. Les Dragons sombrent au cours de ce match (14-42) et se trouvent à la 12e place au classement.

#### Remontée au classement et performance en coupe

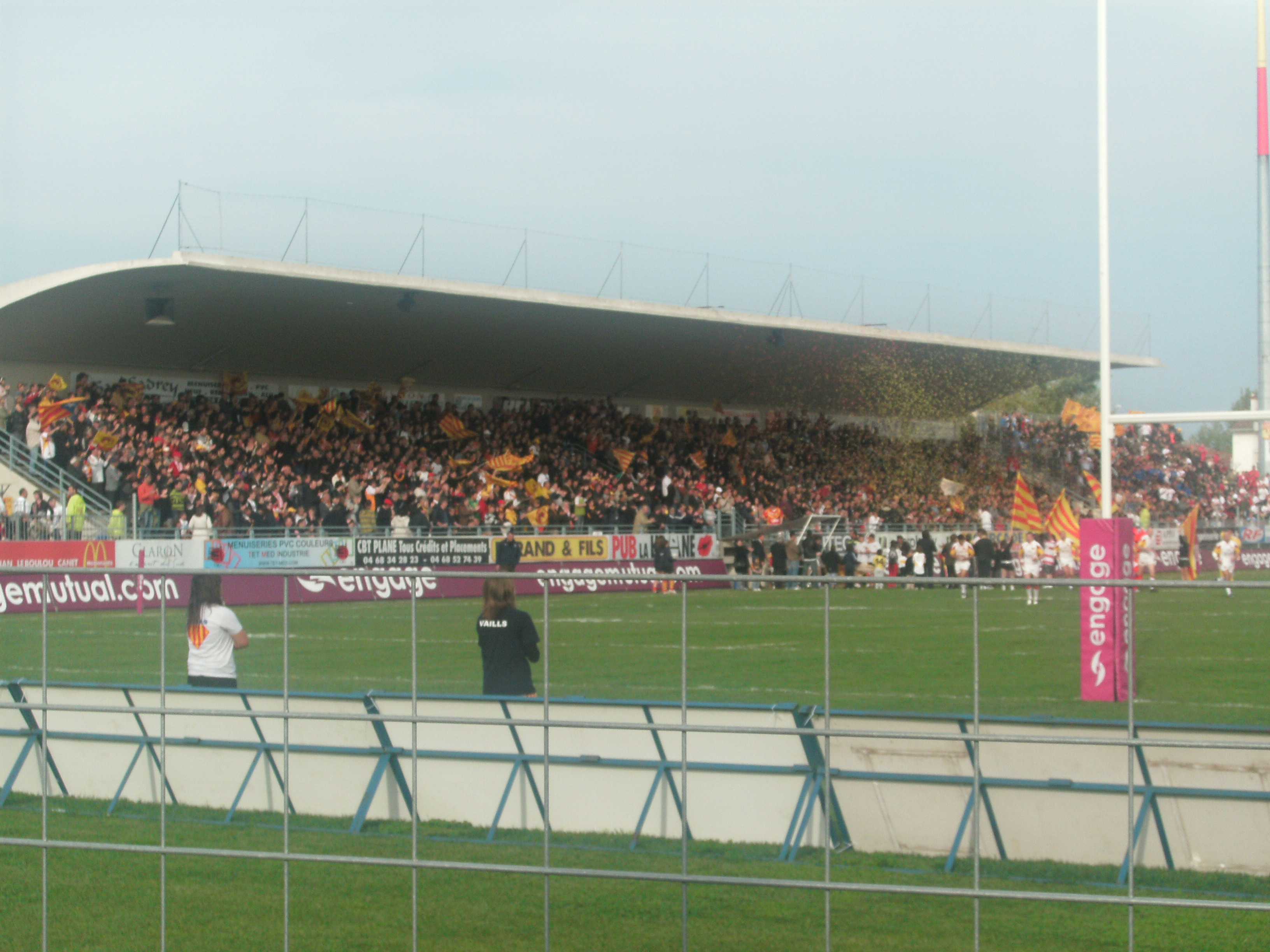
À l'intérieur du stade Gilbert-Brutus lors de la réception des Wigan Warriors.

Après ce début de saison ratée (six défaites et une victoire en sept matchs), les Dragons disputent les seizièmes de finale de la Challenge Cup contre les Bradford Bulls qu'ils ont déjà affrontés en Super League deux semaines auparavant (victoire des Bulls 30-24 à Perpignan). Ce seizième de finale accouche d'un scénario renversant, les Dragons sont menés 20-0 à la mi-temps puis 26-0 avant de réagir et de remporter le match 40-38, ils sont qualifiés pour les huitièmes de finale. Au tirage au sort, ils doivent se rendre au St Helens RFC.
Cette qualification en Challenge Cup place les Dragons sur une bonne dynamique. Le 9 avril 2009, ils battent les Harlequins Rugby League (28-24), il s'agit de leur deuxième victoire de la saison seulement en Super League. Quatre jours plus tard, ils accueillent les Wigan Warriors et remportent leur premier succès à domicile de la saison, 40-24. Le 18 avril 2009, c'est une troisième victoire d'affilée en Super League qu'effectuent les Dragons en battant à domicile les Salford City Reds, 38-6. Au cours de ses rencontres les Dragons forgent leurs succès toujours en seconde période sous l'impulsion de Greg Bird. Ils remontent à la 10e place au classement.

#### Les Dragons en difficulté

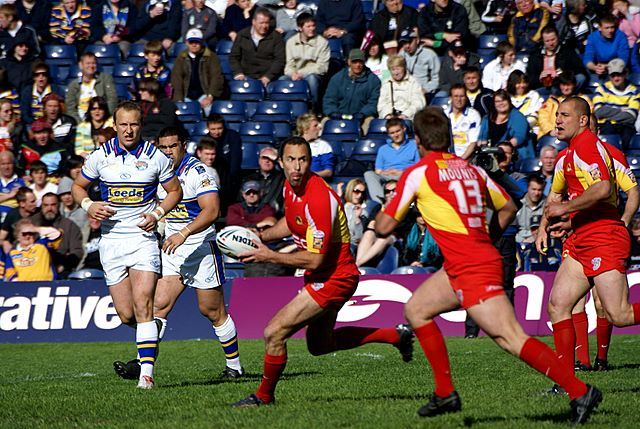
Les Dragons contre Leeds à Murrayfield.

Cette série de victoires laissent cependant des traces dans les organismes des joueurs puisque Thomas Bosc (luxation de la clavicule à l'épaule droite) et Greg Bird (adducteurs) sont absents pour plusieurs jours, tout comme Jason Ryles (hématome sur une cuisse). Les Dragons ne parviennent pas à surmonter ces absences et perdent lourdement sur le terrain de Hull KR 10-44. Début mai, les Dragons participent au « week-end magique », nom donné à la journée de Super League où toutes les rencontres se disputent au même endroit sur deux jours. Cette année il a lieu à Murrayfield, en Écosse, et a désigné les Leeds Rhinos comme les adversaires des Dragons. Bird effectue son retour mais Bosc et Ryles restent absents. C'est une sévère défaite qui attend les Dragons sur le score de 36-16 (30-0 à la mi-temps).
Ils disputent ensuite le huitième de finale de Challenge Cup contre St Helens, alors leader de la Super League, où les Dragons retrouvent dans le camp adverse leur ex-entraîneur Mick Potter. Bosc revient dans le groupe mais Bird est envoyé au repos (contracture à la cuisse gauche). Il n'y a pas d'exploit catalan et les Dragons sont logiquement éliminés de la Challenge Cup 8-42 par St-Helens. Hasard du calendrier, les Dragons, qui enregistrent le retour de Bird, retrouvent St Helens la semaine suivante en Super League à Perpignan cette fois-ci. Cette revanche n'a pas lieu malgré un score à l'avantage des Dragons à deux minutes de la fin du match. Les Anglais inscrivent l'ultime essai de la victoire 32-28, les Dragons occupent, au soir de cette journée, la 12e place au classement.

#### Montée en puissance
Après ces trois défaites de rang en Super League, les Dragons se rendent chez le dernier du classement, les Celtic Crusaders, fraîchement promus en Super League.C'est la première fois que les Dragons rencontrent un club gallois. Les Dragons remportent leur cinquième victoire (30-18) de la saison en Super League en 14 matchs. C'est une victoire importante sur un concurrent direct en bas de classement qui leur permet de revenir à quatre points d'une qualification en série éliminatoire.
Début juin, ce sont les tenants du titre, les Leeds Rhinos, qui se déplacent à Perpignan. Les Dragons ont bénéficié d'une semaine de repos en raison des quarts de finale de la Challenge Cup. Sous un temps pluvieux les Dragons remportent un important succès contre Leeds 32-30 par l'intermédiaire d'un ultime essai inscrit à 30 secondes de la fin par Cyril Stacul. Après ce match épique, onze joueurs des Catalans rejoignent l'équipe de France qui dispute le 13 juin 2009 à Paris, au stade Jean-Bouin, une rencontre amicale contre l'Angleterre : Baile, Bentley, Bosc, Casty, Duport, Elima, Ferriol, Gossard, Guisset, Mounis, Stacul.

#### Déplacement à Barcelone

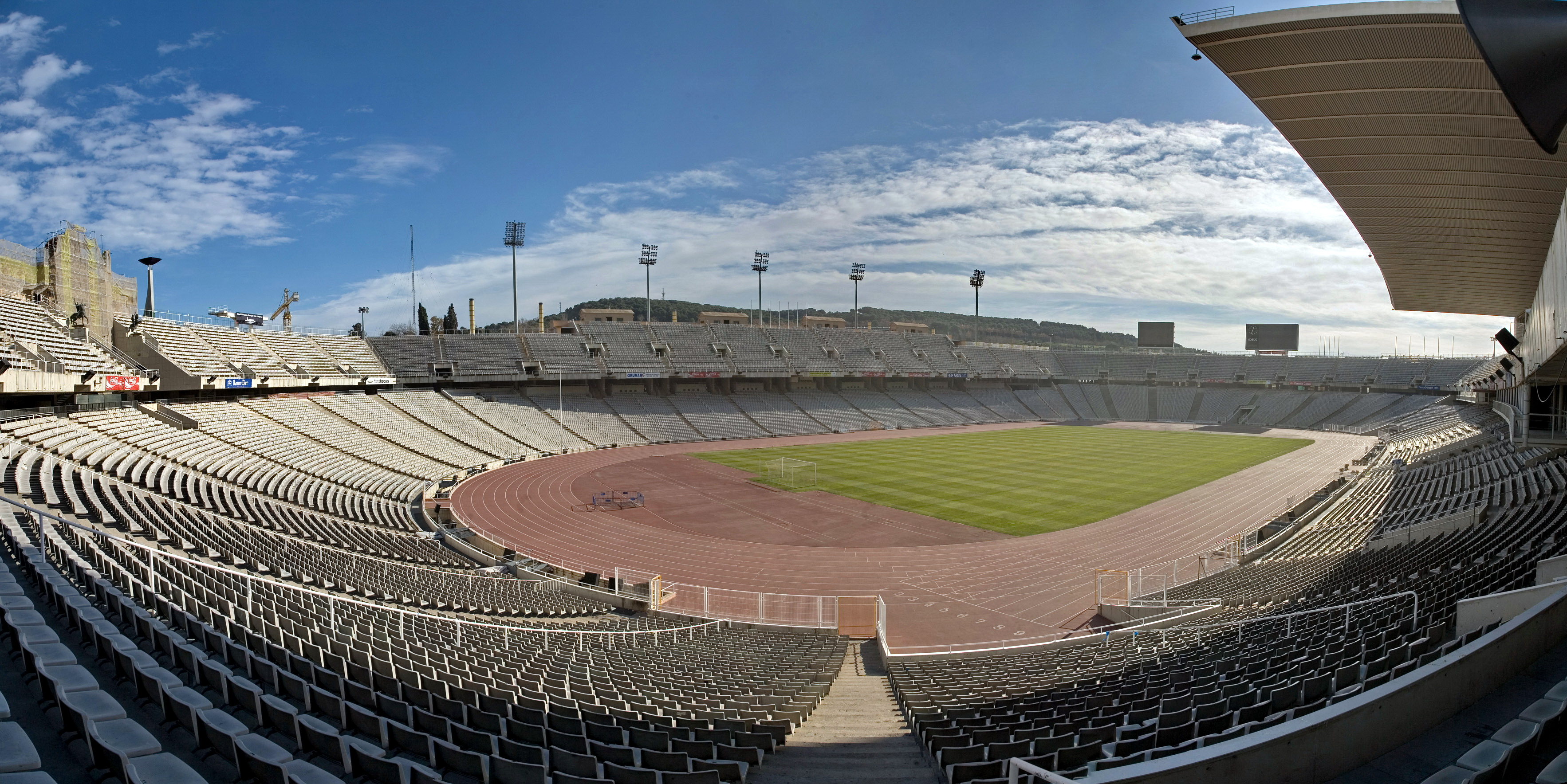
Stade olympique de Montjuic

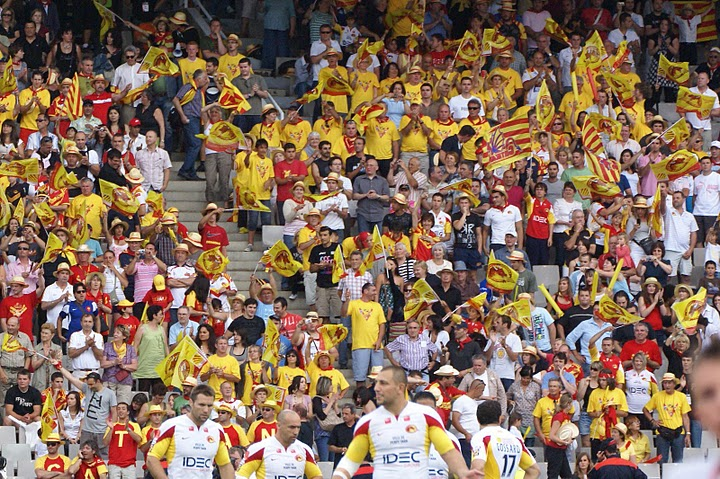
Les Dragons au stade olympique

Le 20 juin 2009, les Dragons décident d'organiser un match à domicile en Catalogne, à Barcelone (distante de 190 kilomètres de Perpignan), au Stade olympique de Montjuic, lors de la réception des Warrington Wolves, en raison des travaux de réfection du stade Gilbert-Brutus. Il s'agit du premier match délocalisé sur le sol espagnol par les Dragons. Il s'agit aussi du premier match de Super League joué en Espagne. Avec plus de 18 000 spectateurs, cette rencontre détient le record du nombre de spectateurs à domicile pour les Dragons.
Bien qu'une défaite catalane ponctue le match (12-24), et malgré l'absence de Bird retourné en Australie pour son jugement, l'affluence atteint 18 150 spectateurs, permettant de battre le record d'affluence à domicile pour les Dragons. Cette organisation du match est un pied de nez au club quinziste de l'USAP qui espère organiser depuis cinq ans une rencontre de rugby à XV en Catalogne.

#### Course à la qualification en phases finales
Après cet intermède en terre espagnole, les Dragons se rendent chez les Castleford Tigers où l'entraîneur Kevin Walters espère un sursaut d'orgueil. Les Dragons prennent leur revanche de leur match aller (20-22) sur le même avantage en leur faveur cette fois-ci (22-20). Ce septième succès en 17 matchs ramènent les Dragons à la 10e place, à deux points d'une place qualificative de la série éliminatoire. Début juillet ils enregistrent le retour du pilier international Sébastien Martins (qui avait disputé en 2006 la saison inaugurale des Dragons en Super League), en provenance de Pia XIII, pour la fin de saison tandis que Florian Quintilla est prêté jusqu'à la fin de saison au Toulouse Olympique XIII. Martins est aussitôt intégré à l'équipe qui accueille Hull KR (troisième du championnat). Malgré un match serré, les Dragons alignent une deuxième victoire d'affilée (23-12) grâce notamment à trois essais de Jean-Philippe Baile et se rapprochent de la zone de classement qualificative pour les séries éliminatoires.
Dans la ligne droite finale de la saison régulière, les Dragons se déplacent chez les Wigan Warriors, concurrents directs pour les phases finales. Malgré un match appliqué des Catalans, les Dragons s'inclinent 22-24 alors qu'ils menaient 22-20 à six minutes de la fin du match. La semaine suivante les Dragons accueillent les Harlequins RL, autres concurrents directs à la phase finale. C'est un succès qui les attend sur le score de 38-16, Dimitri Pelo inscrit deux essais et Thomas Bosc un essai remarquable après deux coups de pied pour lui-même. Cette victoire permet au club de revenir à quatre points d'une qualification pour les phases finales.

#### Une qualification au prix d'un exploit
À deux journées de la fin, les Dragons, revenus à la huitième place, s'inclinent lourdement à domicile contre les Wakefield Trinity Wildcats (20-34) et mettent en danger leur position avant leur dernier match chez l'un des gros favoris pour le titre, St Helens RLFC. En cas de défaite, c'est une non-qualification aux phases finales qui guette le club. Le président, Bernard Guasch, s'emporte face à ses joueurs qu'il accuse de passivité pour les mettre devant leurs responsabilités. Les Dragons réalisent alors une grande performance en remportant l'ultime match de la saison régulière face à St Helens RFC (24-12) au GPW Recruitment Stadium pour conserver leur huitième place, dernier strapontin permettant de prendre part aux phases finales.

### Phase finale

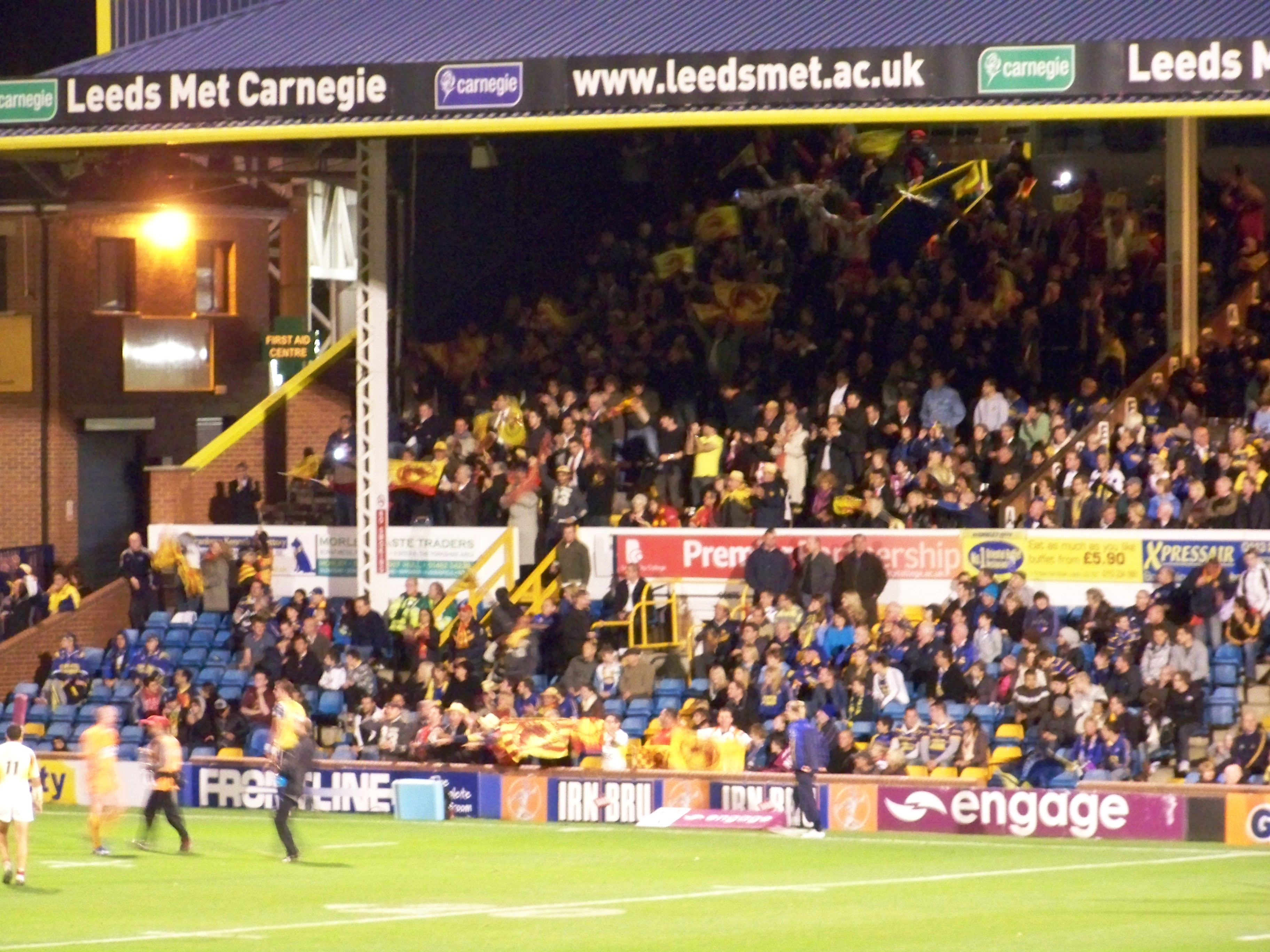
Les supporters des Dragons à Leeds lors de la demi-finale de la Super League contre les Leeds Rhinos.

- Semaine 1 : Wakefield Trinity Wildcats - Dragons catalans : 16-25
- Semaine 2 : Huddersfield Giants  - Dragons catalans : 6-16
- Semaine 3 : Leeds Rhinos - Dragons catalans : 27-20

En tant que derniers qualifiés pour les phases finales, les Dragons doivent jouer tous leurs matchs à l'extérieur pour espérer atteindre la finale à Old Trafford. Au premier tour des phases finales, ils affrontent Wakefield, (5e de la saison régulière), et prennent leur revanche du match perdu le mois précédent en les battant 25-16. La semaine suivante, ils prennent la mesure des Huddersfield Giants, 3e de la saison régulière, l'emportant 16-6 et signant, pour la première fois de leur histoire, trois victoires consécutives à l'extérieur en Super League.
Pour le troisième tour des phases finales dont le vainqueur se qualifie pour la finale, les Dragons catalans sont choisis comme adversaire par les Leeds Rhinos, premiers de la saison régulière et disposant du choix de leur adversaire en demi-finale. La demi-finale se déroule au Headingley Rugby Stadium le vendredi 2 octobre 2009 devant 13 409 spectateurs. C'est en fin de première mi-temps que Leeds parvient à faire la différence puisqu'en cinq minutes il inscrit trois essais, le score est à la mi-temps en faveur de Leeds (22-4). La seconde mi-temps est à l'avantage des Dragons. Vincent Duport est auteur de trois essais, les Catalans reviennent au score petit à petit mais ne peuvent combler entièrement l'écart de points avant la fin du match et s'inclinent finalement 27-20. À l'issue de ce match, ce sont donc les Leeds Rhinos qui se qualifient pour leur troisième finale consécutive.

## Classement de la saison régulière
| Place | Franchise                  | Points | Matchs | Victoire | Nul | Défaite | points pour | points contre | Différence |
| ----- | -------------------------- | ------ | ------ | -------- | --- | ------- | ----------- | ------------- | ---------- |
| 1er   | Leeds Rhinos               | 42     | 27     | 21       | 0   | 6       | 805         | 453           | + 352      |
| 2e    | St Helens RFC              | 38     | 27     | 19       | 0   | 8       | 733         | 466           | + 267      |
| 3e    | Huddersfield Giants        | 36     | 27     | 18       | 0   | 9       | 690         | 416           | + 274      |
| 4e    | Hull KR                    | 35     | 27     | 17       | 1   | 9       | 650         | 516           | + 134      |
| 5e    | Wakefield Trinity Wildcats | 32     | 27     | 16       | 0   | 11      | 685         | 609           | + 76       |
| 6e    | Wigan Warriors             | 30     | 27     | 15       | 0   | 12      | 659         | 551           | + 108      |
| 7e    | Castleford Tigers          | 28     | 27     | 14       | 0   | 13      | 645         | 702           | - 57       |
| 8e    | Dragons Catalans           | 26     | 27     | 13       | 0   | 14      | 613         | 660           | - 47       |
| 9e    | Bradford Bulls             | 25     | 27     | 12       | 1   | 14      | 653         | 668           | - 15       |
| 10e   | Warrington Wolves          | 24     | 27     | 12       | 0   | 15      | 649         | 705           | - 56       |
| 11e   | Harlequins RL              | 22     | 27     | 11       | 0   | 16      | 591         | 691           | - 100      |
| 12e   | Hull FC                    | 20     | 27     | 10       | 0   | 17      | 502         | 623           | - 121      |
| 13e   | Salford City Reds          | 14     | 27     | 7        | 0   | 20      | 456         | 754           | - 298      |
| 14e   | Celtic Crusaders           | 6      | 27     | 3        | 0   | 24      | 357         | 874           | - 517      |

## Statistiques individuelles de la saison régulière et phases finales
Nota : les différentes sigles veulent dire : MJ=matchs joués, E=essai, T=transformations, D=Drop
|    | Joueur              | MJ | E  | T  | D | Poste            | Commentaires                                  |
| -- | ------------------- | -- | -- | -- | - | ---------------- | --------------------------------------------- |
| 1  | Clint Greenshields  | 27 | 12 | 0  | 0 | Arrière          |                                               |
| 2  | Cyril Stacul        | 13 | 6  | 0  | 0 | Centre           |                                               |
| 3  | Steven Bell         | 21 | 9  | 0  | 0 | Centre           |                                               |
| 4  | Adam Mogg           | 21 | 5  | 0  | 0 | Centre           |                                               |
| 5  | Dimitri Pelo        | 27 | 17 | 0  | 0 | Ailier           |                                               |
| 6  | Thomas Bosc         | 26 | 4  | 78 | 2 | Arrière          |                                               |
| 7  | Shane Perry         | 15 | 0  | 0  | 0 | Demi de mêlée    |                                               |
| 8  | David Ferriol       | 28 | 0  | 0  | 0 | Pilier           |                                               |
| 9  | Casey McGuire       | 28 | 1  | 0  | 0 | Demi d'ouverture |                                               |
| 10 | Jérôme Guisset      | 29 | 3  | 0  | 0 | Pilier           |                                               |
| 11 | Sébastien Raguin    | 7  | 3  | 0  | 0 | Deuxième ligne   |                                               |
| 12 | Jason Croker        | 15 | 3  | 0  | 0 | Deuxième ligne   |                                               |
| 13 | Grégory Mounis      | 25 | 2  | 9  | 0 | Troisième ligne  |                                               |
| 14 | Dane Carlaw         | 21 | 2  | 0  | 0 | Pilier           |                                               |
| 15 | Jean-Philippe Baile | 28 | 11 | 0  | 0 | Centre           |                                               |
| 16 | Olivier Elima       | 28 | 17 | 0  | 0 | Deuxième ligne   |                                               |
| 17 | Cyrille Gossard     | 25 | 1  | 0  | 0 | Deuxième ligne   |                                               |
| 18 | Vincent Duport      | 14 | 6  | 0  | 0 | Centre           |                                               |
| 19 | Julien Touxagas     | 11 | 0  | 0  | 0 | Troisième ligne  |                                               |
| 20 | Kane Bentley        | 9  | 3  | 0  | 0 | Talonneur        |                                               |
| 21 | Florian Quintilla   | 1  | 0  | 0  | 0 | Deuxième ligne   | A fini la saison avec Toulouse Olympique XIII |
| 22 | Jamal Fakir         | 15 | 1  | 0  | 0 | Troisième ligne  |                                               |
| 23 | Jason Ryles         | 21 | 2  | 0  | 0 | Pilier           |                                               |
| 24 | Rémi Casty          | 28 | 1  | 0  | 0 | Pilier           |                                               |
| 25 | Frédéric Vaccari    | 0  | 0  | 0  | 0 | Ailier           |                                               |
| 26 | Greg Bird           | 22 | 5  | 3  | 0 | Troisième ligne  | Est arrivé en mars 2009.                      |
| 27 | Sébastien Martins   | 4  | 1  | 0  | 0 | Pilier           | Est arrivé en juillet 2009.                   |
| -  | Andrew Bentley      | 0  | 0  | 0  | 0 | Deuxième ligne   |                                               |
| -  | David Guasch        | 0  | 0  | 0  | 0 | Demi d'ouverture |                                               |
| -  | William Barthau     | 0  | 0  | 0  | 0 | Demi de mêlée    |                                               |
| -  | Mickaël Simon       | 0  | 0  | 0  | 0 | Pilier           |                                               |
| -  | Mathias Pala        | 0  | 0  | 0  | 0 | Centre           |                                               |
| -  | Romain Mencarini    | 0  | 0  | 0  | 0 | Pilier           |                                               |
| -  | Vincent Pagès       | 0  | 0  | 0  | 0 | Centre           |                                               |
| -  | Michaël Tribillac   | 0  | 0  | 0  | 0 | Deuxième ligne   |                                               |

- Source : www.slstats.org.

## Trophées et honneurs en championnat

### Individuel
Le buteur Thomas Bosc est le meilleur buteur de la franchise en Super League et atteint la huitième place au général avec 174 points marqués (quatre essais, soixante dix-huit pénalités et deux drops). Au sein de la franchise, il est suivi par Dimitri Pelo (68 points avec dix-sept essais) et Olivier Elima (68 points avec dix-sept essais), ces deux derniers sont, par conséquent, les deux meilleurs marqueurs d'essais de la franchise et arrivent à la sixième place générale des marqueurs d'essais. Dans l'équipe type de la saison en Super League, aucun joueur des Dragons Catalans n'est sélectionné.

### Collective
Au classement général en saison régulière, les Dragons catalans ont la dixième meilleure attaque avec 613 points marqués. Sur le plan défensif, les Dragons Catalans ont la septième meilleure défense avec 660 points encaissés. Enfin au classement du fair-play, la franchise catalane est à la dernière position, étant la franchise la plus sanctionnée.

### Stade
Lors de la saison les Dragons catalans battent leur record d'affluence à domicile pour la réception des Warrington Wolves au Stade olympique de Montjuic (Barcelone), le 20 juin 2009, avec 18 150 spectateurs. Durant la saison un autre match à domicile est délocalisé à Béziers, au Stade de la Méditerranée qui accueille alors 9 803 spectateurs. Ce sont au total 119 061 spectateurs qui se sont rendus aux matchs à domicile, ce qui donne une moyenne de 9 159 spectateurs par match.
À l'extérieur, la meilleure affluence pour un match où joue la franchise catalane a lieu au Murrayfield Stadium d'Édimbourg contre les Leeds Rhinos avec 30 122 spectateurs, en saison régulière, le 3 mai 2009. Si l'on fait fi de ce match sur terrain neutre, c'est également face à Leeds que les Dragons ont enregistré leur meilleure affluence à l'extérieur : 13 425 spectateurs à l'Headingley Rugby Stadium, le 27 mars 2009.

## Les premières

### Dans l'histoire de la Super League
La délocalisation du match Dragons catalans - Warrington Wolves le 20 juin 2009 au stade olympique de Montjuic, à Barcelone, constitue la première rencontre de Super League sur le sol espagnol.

### Histoire de la franchise
Les Dragons catalans ont connu de nombreuses premières cette saison pour leur quatrième saison en Super League. Tout d'abord, ils y ont affronté pour la première fois une franchise galloise : les Celtic Crusaders, le 14 mai 2009. Ils ont également joué pour la première fois sur le sol écossais à l'occasion du Magic Weekend (week-end où toutes les rencontres d'une journée de Super League se disputent au même endroit) qui était organisé au Murrayfield Stadium d'Édimbourg le 3 mai 2009.
Également, pour la première fois, un arbitre français, Thierry Alibert, a eu l'occasion d'exercer son sifflet lors d'un match des Dragons, au Twickenham Stoop de Londres, contre les Harlequins RL.
Enfin, le premier joueur à avoir marqué 500 points en Super League sous le maillot des Dragons est Thomas Bosc, performance atteinte lors de la réception de St Helens RLFC, le 16 mai 2009, au stade Gilbert-Brutus.

## Couverture médiatique
En 2009, sur le territoire français, les Dragons catalans sont programmés sur la chaîne Orange sport (en direct ou en différé) qui prend la succession cette année de la chaîne Sport+ qui assurait la saison précédente les retransmissions des matchs. Le contrat inclut également d'autres diffusions du rugby à XIII telles que cinq rencontres du Toulouse Olympique XIII, de l'équipe de France de rugby à XIII qui dispute le Tournoi des Quatre Nations ainsi que la finale du championnat de France. Tous les matchs à domicile, à l'exception de la réception à Barcelone en différé, furent diffusés en direct par Orange Sport. Concernant les matchs à l'extérieur sur le sol britannique, Sky Sports les a retransmis, Orange Sport en a diffusés quelques-uns après rachat des droits en différé. Pour la Challenge Cup, les diffusions ont été assurées par la BBC.
Dans la presse, les résultats et rapports des matchs sont présents dans les quotidiens tels que L'Équipe ou L'Indépendant. Les Dragons ont également mis en place un magazine mensuel, les Dragons News  dès janvier 2009.

## Joueurs en sélection nationale

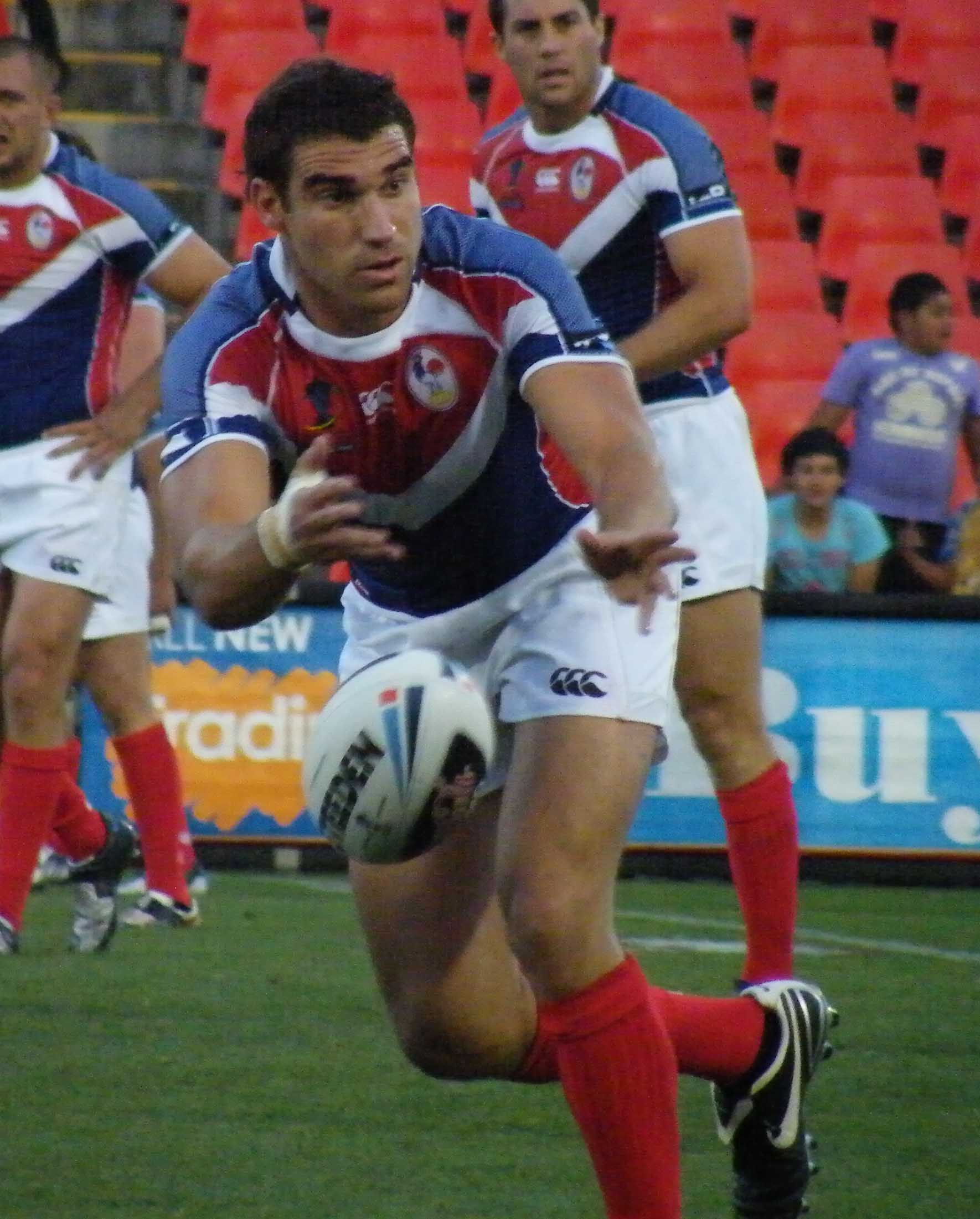
Thomas Bosc sous le maillot de l'équipe de France.

Les Dragons catalans fournissent une grande partie de la sélection française qui a disputé, lors de cette saison 2009, un match amical en juin contre la sélection anglaise et qui a participé au tournoi des Quatre Nations 2009 qui se déroula d'octobre à novembre 2009 en France et en Angleterre.
Pour son match contre l'Angleterre en juin 2009, les joueurs de l'équipe de France participent, fin mai de la même année, à un stage au CREPS de Toulouse. Treize joueurs des Dragons y prennent part : Jean-Philippe Baile, Kane Bentley, Rémi Casty, Olivier Elima, Jamal Fakir, David Ferriol, Jérôme Guisset, Grégory Mounis, Thomas Bosc, Vincent Duport, Cyril Gossard, Dimitri Pelo et Cyril Stacul. De ce stage, dix joueurs des Dragons sont retenus pour le match amical contre l'Angleterre : Baile, Bentley, Bosc, Casty, Duport, Elima, Ferriol, Gossard, Guisset et Stacul. La France s'incline 66-12, les douze points français sont inscrits par des Dragons : un essai de Baile et Gossard et deux pénalités de Bosc. En fin de saison 2009, pour le tournoi des Quatre Nations où la France affronte l'Angleterre, l'Australie et la Nouvelle-Zélande, sur les vingt-trois joueurs français retenus figurent seize joueurs des Dragons : Baile, Bentley, Bosc, Casty, Duport, Elima, Fakir, Ferriol, Gossard, Clint Greenshields, Casey McGuire, Sébastien Martins, Pelo, Sébastien Raguin, Stacul et Julien Touxagas.